# Jakob Ohnacker
Jakob Ohnacker (* 22. Juli 1881 in Hamm; seit dem 1. August 1945 vermisst) war der rangälteste Waffenoffizier der Reichswehr und Wehrmacht, zuletzt Generalmajor.

## Leben
Jakob Ohnacker trat am 14. Oktober 1898 als Freiwilliger in das Feldartillerie-Regiment 61 ein. Am 20. März 1911 erfolgte seine Beförderung zum Feuerwerks-Leutnant und die Versetzung vom Artillerie-Depot Koblenz zum Artillerie-Depot Thorn. 1912 wechselte er von hier zum Artillerie-Depot Pillau. 1917 war er dann in der 37. Feldartillerie-Brigade in Allenstein, mit welchem er während des Ersten Weltkriegs u. a. in Frankreich an der Westfront kämpfte.
Nach dem Krieg wurde er als Waffenoffizier (W) in die Reichswehr übernommen und hier am 1. Mai 1929 Oberstleutnant (W). Am 1. August 1933 wurde er mit Patent vom 1. März 1932 Oberst (W). Er war bei beiden Dienstgraden der erste Waffenoffizier, welcher diese innehatte.
In der Wehrmacht war er ab 1937 Feldzeug-Inspizient 2 (Berlin) und blieb auch nach der Umbenennung im September 1941 in Feldzeuggruppe 2 (nun Kassel). Da sich seine Verabschiedung abzeichnete und er aufgrund seiner Verdienste noch eine Beförderung erhalten sollte, welche als Waffenoffizier so nicht möglich war, wurde er noch zum Truppenoffizier überführt. Dadurch konnte er am 1. April 1942 zum Generalmajor befördert werden. Anschließend wurde er Kommandeur des Oberfeldzeugstabs West. Ende Oktober 1942 wurde Ohnacker dann verabschiedet und Fritz Jähn, der nach Ohnacker nächstälteste Waffenoffizier, übernahm das Kommando über den Oberfeldzeugstab West.
Ab August 1945 gilt er als vermisst.

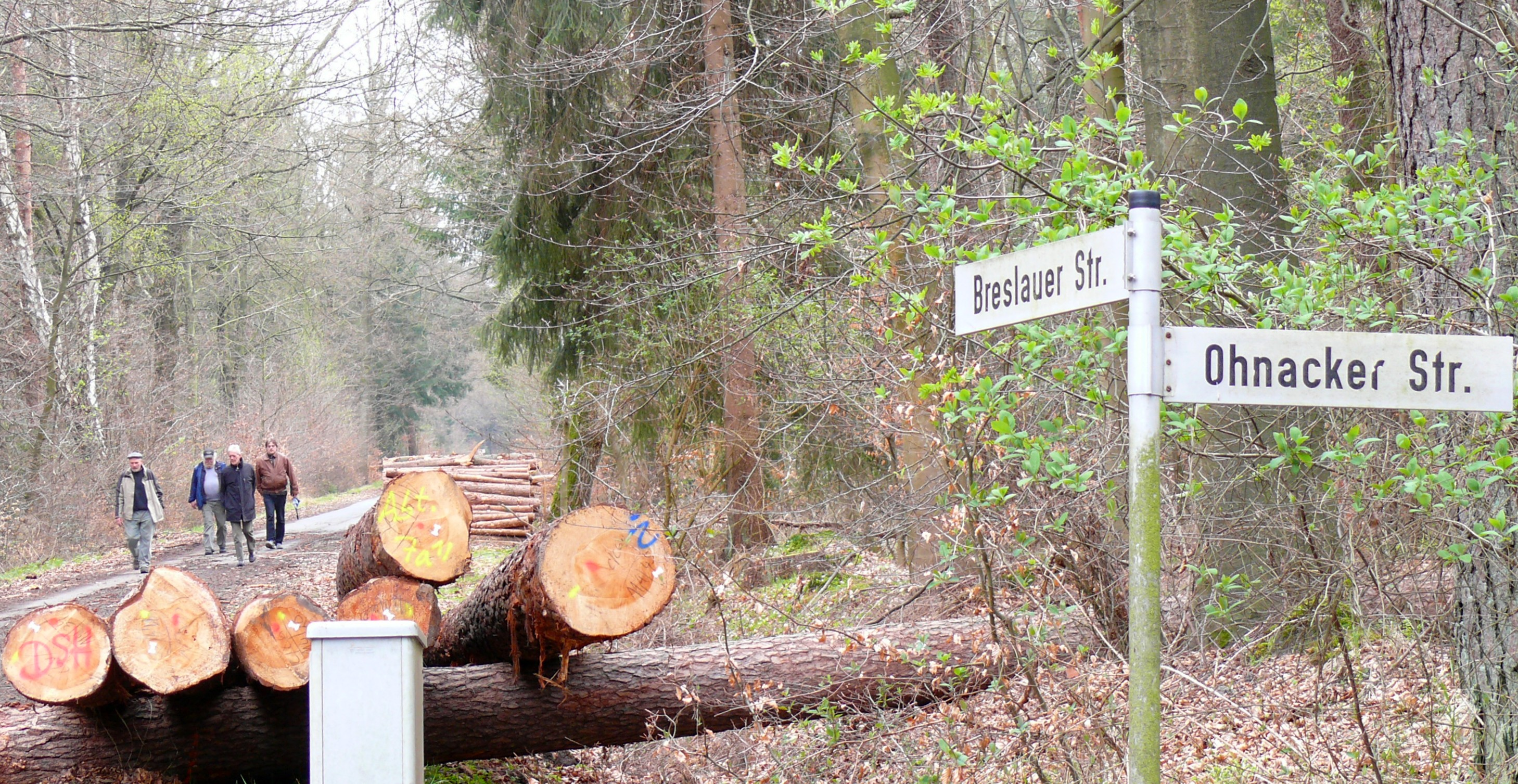
Straßenschild auf dem Gelände des MuNa Lüddelstedt, 2012

1965 erhielt die neue Bundeswehr-Kaserne in Ahrbergen (Giesen) den Namen Ohnacker-Kaserne. Die Kaserne war auf dem Gelände der ehemaligen, unterirdische Heeresmunitionsanlage Ahrbergen entstanden. Die Kaserne wurde 2005 durch die Bundeswehr aufgegeben. Ebenso war eine Straße auf der Lufthauptmunitionsanstalt Lübberstedt nach Ohnacker benannt.